# NGC 7295
NGC 7295 = NGC 7296 ist ein offener Sternhaufen im Sternbild Eidechse am Nordsternhimmel. Er hat einen Durchmesser von 5,6 Bogenminuten und ist rund 6.800 Lichtjahre vom Sonnensystem entfernt. Er enthält 150 Sterne und hat eine Gesamtmasse von mindestens 185 Sonnenmassen. Der Sternhaufen ist ca. 320 Millionen Jahre alt und hat eine erwartete Lebensdauer von 4,3 Milliarden Jahren.
Das Objekt wurde am 14. Oktober 1787 von William Herschel entdeckt.